# 交響曲第12番 (ハイドン)
交響曲第12番 ホ長調 Hob. I:12 は、フランツ・ヨーゼフ・ハイドンが1763年に作曲した交響曲。

## 概要
本曲、第13番、第40番の3曲は、自筆譜に記された日付から1763年に作曲されたことが判明している。
初期の交響曲に多い「急-緩-急」の3楽章形式を持ち、作曲年のわかっている交響曲のうち、メヌエットが無いのはこの曲で最後である（交響曲第26番、交響曲第30番も3楽章だが、メヌエットで終わる）。
また、ホ長調の交響曲は当時としては珍しく、ハイドンの交響曲の中では本曲以外には交響曲第29番のみである。

## 編成
- オーボエ2、ホルン2、第1ヴァイオリン、第2ヴァイオリン、ヴィオラ、低音（チェロ、ファゴット、コントラバス）

## 曲の構成
全3楽章、演奏時間は約21分。
- 第1楽章 アレグロ
ホ長調、2分の2拍子、ソナタ形式。
弦楽器によるおだやかな主題にはじまる。

- 第2楽章 アダージョ
ホ短調、8分の6拍子、ソナタ形式。
当時のハイドンの他の交響曲と同様、緩徐楽章は弦楽器のみによって演奏される。シチリアーナ風のリズムを持つ旋律が第1ヴァイオリンに出現するが、途中でフォルテのユニゾンによってしばしば中断される。提示部は途中でロ短調に転調するが、これはハイドンの普通のやり方（長調になる）とは異なっている[1]。

- 第3楽章 フィナーレ：プレスト
ホ長調、4分の2拍子、ソナタ形式。
主題は上昇分散和音による。